# Время жить (фильм, 1969)
«Время жить» (фр. Le temps de vivre) — французский фильм Бернара Поля, вышедший в 1969 году. Съёмки начались в мае 1968 года и были ненадолго прерваны из-за протестов. Фильм участвовал в Московском международном кинофестивале 1969 года.
«Время жить» был дебютом Поля Бернара. По словам режиссёра, он создал сценарий на основе романа сотрудника газеты «Марсельеза». В 1969 году Жорж Мустаки сотрудничал с Бернаром Полем и написал песню «Время жить», которая вошла в фильм. Также для этого фильма Мустаки написал «Балладу о Мари», тоже вошедшую в фильм.
Марина Влади после съёмок фильма рассказывала, что ещё долго навещала Мустаки.   

## Сюжет
Луи (Фредерик де Паскуале) вынужден сутки работать, чтобы обеспечить свою жену Мари (Марину Влади). Мари начинает недолюбливать вечно занятого мужа, и влюбляется в другого мужчину. Луи вынужден сильно поддерживать супружеские отношения.

## В ролях
- Марина Влади — Мари
- Фредерик де Паскуале — Луи
- Крис Аврам — профессор
- Катрин Аллегре — Катрин
- Эрик Деймен — Жан Марк
- Ив Афонсу — коллега Луи
- Луиза Риотон — мать Мари
- Буджема Бухада — Мохаммед

## Съёмочная группа
- Автор и режиссёр — Бернар Поль
- Художник-постановщик — Франсуаза Арнуль
- Парикмахер — Рене Гуиде
- Съёмка — Вильям Любчанский
- Звукорежиссёр — Жан-Луи Угетто
- Продюсер — Жак Руффио
- Киностудии: Франтина, Орфей Продакшнз, Метрополитен Филмз, Планфильм

## Дополнительные сведения
- Звук — монофонический
- Продолжительность — 105 минут
- Жанр — драма